# 彼得里斯·瓦斯克斯
彼得里斯·瓦斯克斯（1946年4月16日—），拉脫維亞作曲家。神圣简约主义的代表作曲家之一。 
瓦斯克斯生於拉脫維亞利耶帕亚区艾兹普泰的一個浸信會牧師家庭。他早年学习低音提琴，並曾加入幾個拉脫維亞樂團。之後由于蘇聯對浸信會人士的壓抑政策，他来到位於立陶宛首都維爾紐斯的國立音乐學院學習作曲。瓦斯克斯於20世纪90年代開始在小提琴家基东·克雷默的推动下獲得海外知名度，如今是欧洲最具影响力和受好评的当代音乐作曲家之一。
瓦斯克斯的早期風格借鉴了卢托斯瓦夫斯基，潘德列茨基和乔治·克拉姆的隨機實驗主义音乐，后期作品引入了拉脫維亞音樂中的元素，例如柔和及具田園風格的《英國管協奏曲》（1989年）。总体來說瓦斯克斯的作品线条清晰，沟通性强，並有著强有力的和諧感。抒情的乐段過後有时接上激烈的不和谐音，或是被具軍樂感覺的陰暗部份所打斷。他大量使用简约音乐的技巧，又不局限于特定的作曲手法。
瓦斯克斯重視環境問題，他的许多作品中都有针对原始自然和环境破坏问题的表现，例如《第二號弦樂四重奏》（1984年）。他的其他重要作品包括《如歌的（Cantabile）》（1979年）及《悲傷的音樂（Musica dolorosa）》（1984年）。他曾寫過五首弦樂四重奏，其中两首是獻给克隆納斯四重奏。
瓦斯克斯获得过1996年度维也纳赫尔德奖，1997年以小提琴協奏曲《远处的光（Tālā Gaisma/Distant Light）》获拉脫維亞音樂大獎。他的重要作品還有《第二交響曲“流浪者”（Viatore）》，《献给一位亡友的音乐（Music for a deceased Friend）》等等。

## 外部連結
- 介紹瓦斯克斯的網頁#1
- 介紹瓦斯克斯的網頁#2